# Wake Me Up (chanson d'Avicii)
Pour les articles homonymes, voir Wake Me Up.
Singles de Avicii
We Write the Story
(2013) You Make Me
(2013)
Pistes de True
You Make Me
(02)
Wake Me Up est une chanson du producteur et DJ suédois Avicii en featuring avec le chanteur Aloe Blacc, extraite de son premier album studio, True. Le titre est sorti en tant que premier single de l'album le 17 juin 2013.
Le single a connu un succès international et s'est classé au premier rang des classements musicaux au Royaume-Uni, en Suède, en Australie, en Allemagne, aux Pays-Bas, en Belgique, au Canada, en Italie et en Suisse notamment. Il se classe 1er des meilleures ventes de singles en France. Le single, au Royaume-Uni, signe le meilleur démarrage de l'année avec plus de 260 000 exemplaires vendus la première semaine.
En juillet 2016, le clip vidéo atteint le milliard de visionnages sur YouTube.

## Classement hebdomadaire
| Classement (2013)                          | Meilleure position |
| ------------------------------------------ | ------------------ |
| Afrique du Sud (Mediaguide airplay)        | 3                  |
| Allemagne (Media Control AG)               | 1                  |
| Australie (ARIA)                           | 1                  |
| Autriche (Ö3 Austria Top 40)               | 1                  |
| Belgique (Flandre Ultratop 50 Singles)     | 1                  |
| Belgique (Wallonie Ultratop 50 Singles)    | 1                  |
| Bulgarie (airplay top 5)                   | 1                  |
| Canada (Hot 100)                           | 2                  |
| Colombie (Top national)                    | 19                 |
| Corée du Sud (Gaon International)          | 121                |
| Costa Rica (airplay top 40)                | 1                  |
| Croatie (airplay top 100)                  | 1                  |
| Danemark (Tracklisten)                     | 1                  |
| Écosse (OCC)                               | 1                  |
| Espagne (PROMUSICAE)                       | 1                  |
| Estonie (airplay top 50)                   | 1                  |
| États-Unis (Hot 100)                       | 4                  |
| États-Unis (Dance Club Songs)              | 1                  |
| États-Unis (Pop Airplay)                   | 2                  |
| États-Unis (Adult Pop Songs)               | 1                  |
| États-Unis (Alternative Songs)             | 12                 |
| États-Unis (Adult Contemporary)            | 22                 |
| Europe (Hot 100)                           | 1                  |
| Finlande (Suomen virallinen lista)         | 1                  |
| France (SNEP)                              | 1                  |
| Grèce (digital songs)                      | 1                  |
| Grèce (Top 20 airplay)                     | 1                  |
| Hongrie (Dance Top 40)                     | 1                  |
| Hongrie (Rádiós Top 40)                    | 1                  |
| Hongrie (Single Top 40)                    | 1                  |
| Irlande (IRMA)                             | 1                  |
| Islande (Tónlist)                          | 3                  |
| Israël (Media Forest)                      | 1                  |
| Italie (FIMI)                              | 1                  |
| Japon (RIAJ)                               | 26                 |
| Liban (Lebanese Top 20)                    | 1                  |
| Luxembourg (Digital Songs)                 | 1                  |
| Mexique (Monitor Latino Ingles top 20)     | 2                  |
| Nouvelle-Zélande (RMNZ)                    | 1                  |
| Norvège (VG-lista)                         | 1                  |
| Pays-Bas (Nederlandse Top 40)              | 1                  |
| Pologne (Dance Top 50)                     | 1                  |
| Pologne (ZPAV)                             | 1                  |
| Portugal                                   | 1                  |
| Tchéquie (IFPI Rádio)                      | 1                  |
| Roumanie (Top 100)                         | 1                  |
| Royaume-Uni (UK Singles Chart)             | 1                  |
| Royaume-Uni (UK Dance Chart)               | 1                  |
| Russie (Top 100 airplay)                   | 1                  |
| Serbie (top 50 airplay)                    | 1                  |
| Slovaquie (IFPI Rádio)                     | 1                  |
| Suède (Sverigetopplistan)                  | 1                  |
| Suisse (Schweizer Hitparade)               | 1                  |
| Ukraine (top 40 FDR)                       | 3                  |
| Venezuela (Record Report pop rock général) | 1                  |

## Certifications
| Pays                 | Certification | Ventes certifiées |
| -------------------- | ------------- | ----------------- |
| Allemagne            | 3 × Platine   | 1 000 000         |
| Australie            | 9 × Platine   | 630 000           |
| Belgique             | 4 × Platine   | 80 000            |
| Canada               | Platine       | 80 000            |
| Danemark             | 4 × Platine   | 120 000           |
| Espagne (PROMUSICAE) | Or            | 20 000            |
| États-Unis           | 11 × Platine  | 11 000 000        |
| Italie               | 2 × Platine   | 60 000            |
| Nouvelle-Zélande     | 2 × Platine   | 30 000            |
| Royaume-Uni          | Platine       | 1 000 000         |
| Suède                | 5 × Platine   | 200 000           |

## Reprises
La chanson a été reprise par plusieurs groupes. Le groupe écossais Red Hot Chilli Pipers en font une version pipe band.
Le 9 août 2013, une traduction en irlandais par Coláiste Lurgan est importée sur YouTube. Elle dépasse le million de vues en une semaine.
En 2014, elle est reprise par Lea Michele dans la série Glee.
En Janvier 2015, le groupe 2Cellos publie une video sur leur chaine YouTube qui dépasse le million de vues en une semaine. La reprise est sur leur troisième Album Celloverse.